# Ida Mandenova
Ida Panovna Mandenova (translitera del cirílico Ида Пановна Манденова (26 de julio de 1909 - 4 de septiembre de 1995) fue una botánica, taxonomista y exploradora rusa.

## Biografía
Mandenova fue conocida por sus estudios y la descripción del género de Heracleum. Realizó la descripción de más de noventa plantas entre los años 1938 y 1986. Desarrolló actividades académicas en el Departamento de Botánica, en la Universidad de San Petersburgo. Trabajó en Tiflis, y también estudió colecciones muy importantes en el Herbario de Komarov. Fue colaboradora del Museo de Historia Natural de Londres.
En 1941 realizó la clasificación del Lilium armenum, un género de bulbosas de la familia de las Liliaceae, lal Lilium candidum; después de que Pavel Ivanovich Misczenko realizase la primera descripción en un sistema que no fue aceptado, y de la publicación de Alexander Alfonsovich Grossheim.

## Algunas publicaciones

### Libros
- 1963. Katalog sortov subtropicheskikh, plodovykh kulʹtur i vinograda v kollekt︠s︡ii Turkmenskoĭ opytnoĭ stant︠s︡ii VIR. Editor Vses. ordena Lenina akademii︠a︡ s.-kh. nauk im. V.I. Lenina, 283 pp.

## Honores

### Epónimos
Género
- (Apiaceae) Mandenovia Álava[5]

Especies
- (Apiaceae) Heracleum idae Kulieva[6]

- (Apiaceae) Pimpinella idae Takht.[7]

- (Asteraceae) Hieracium idae (Zahn) P.D.Sell & C.West[8]

- (Asteraceae) Scorzonera idae (Sosn.) Lipsch.[9]

- (Asteraceae) Tragopogon idae Kuth.[10]

- (Brassicaceae) Erysimum idae Polatschek[11]

- (Fabaceae) Astracantha idae (Širj.) Podlech[12]

- (Fabaceae) Astragalus idae Širj.[13]

- (Fabaceae) Didelotia idae J.Léonard, Oldem. & de Wit[14]

- (Orchidaceae) Masdevallia idae Luer[15]

- (Orchidaceae) Masdevallia idae Luer & M.Arias[16]

- (Rutaceae) Fagara idae Albuq.[17]

- (Rutaceae) Zanthoxylum idae (Albuq.) P.G.Waterman[18]

- (Salicaceae) Salix idae Goerz[19]

- (Zingiberaceae) Zingiber idae Triboun & K.Larsen[20]

- La abreviatura «Manden.» se emplea para indicar a Ida Mandenova como autoridad en la descripción y clasificación científica de los vegetales.[21]